# نشانگر آب‌دیدگی

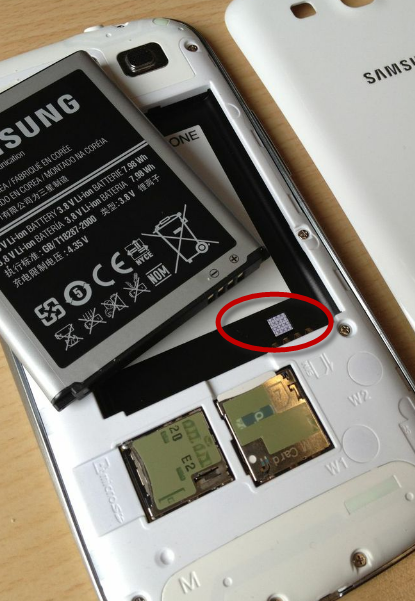
یک نشانگر آب‌دیدگی
در نزدیکی باتری گوشی گلکسی اس۳

نشانگر آب‌دیدگی یک نشانگر کوچک است که عمدتاً در تلفن‌های همراه و لپ‌تاپ‌ها به کار می‌رود که در صورت تماس دستگاه با آب از رنگ سفید به رنگ دیگری (معمولاً قرمز) تغییر می‌کند. این نشانگر برچسب کوچکی است که در نقطه (یا نقاط مختلف) یک دستگاه الکترونیکی مثل لپ‌تاپ یا تلفن همراه چسبانده می‌شود.